# Mott the Hoople
Mott the Hoople fue una banda británica de rock con fuertes raíces de rhythm and blues. Son populares por la canción «All the Young Dudes», que fue escrita para ellos por un fanático de su música, David Bowie, que aparece en el álbum de 1972 del mismo nombre.

## Carrera

### Primeros años

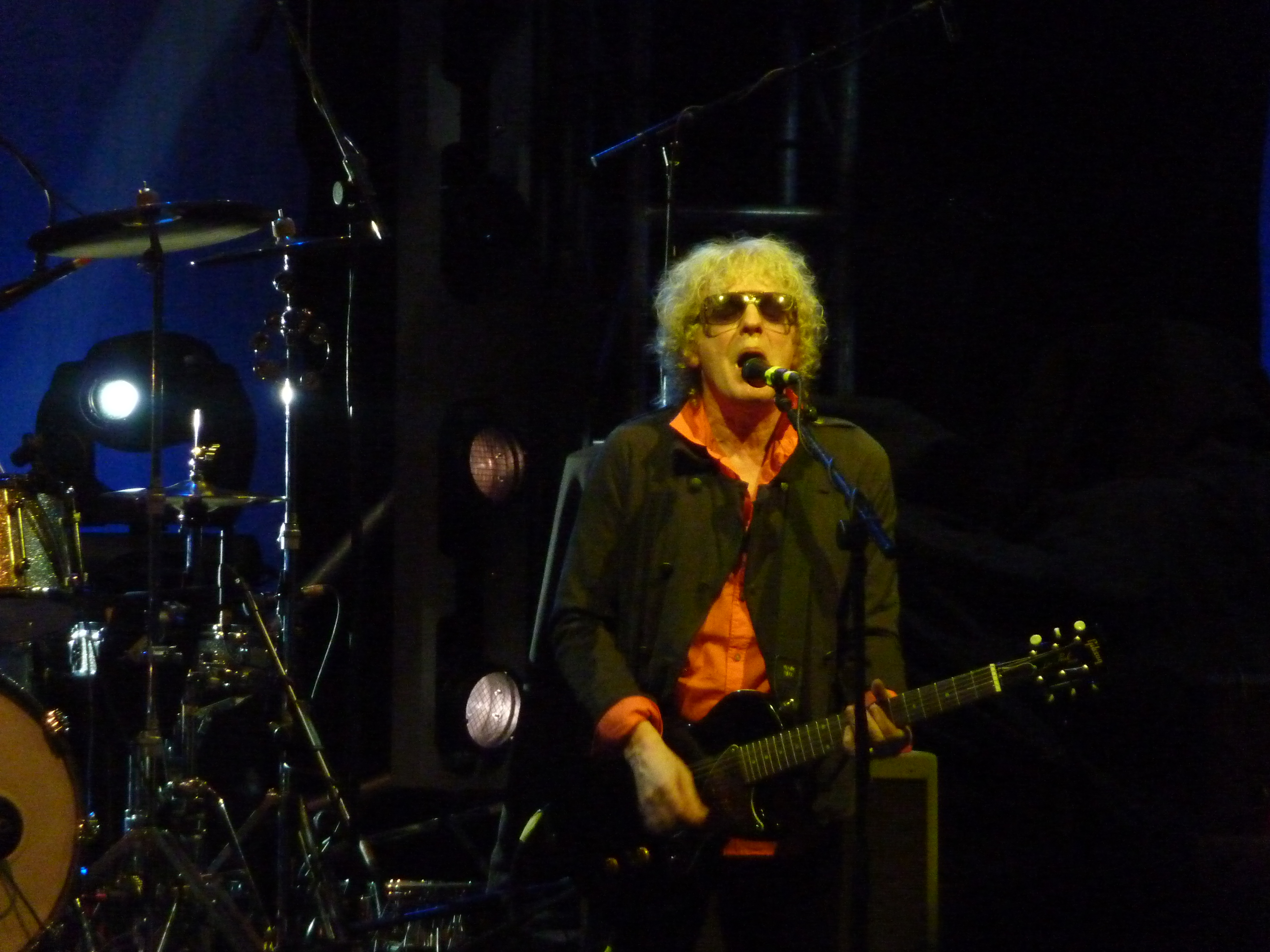
Ian Hunter durante uno de los conciertos de reunión de 2009.

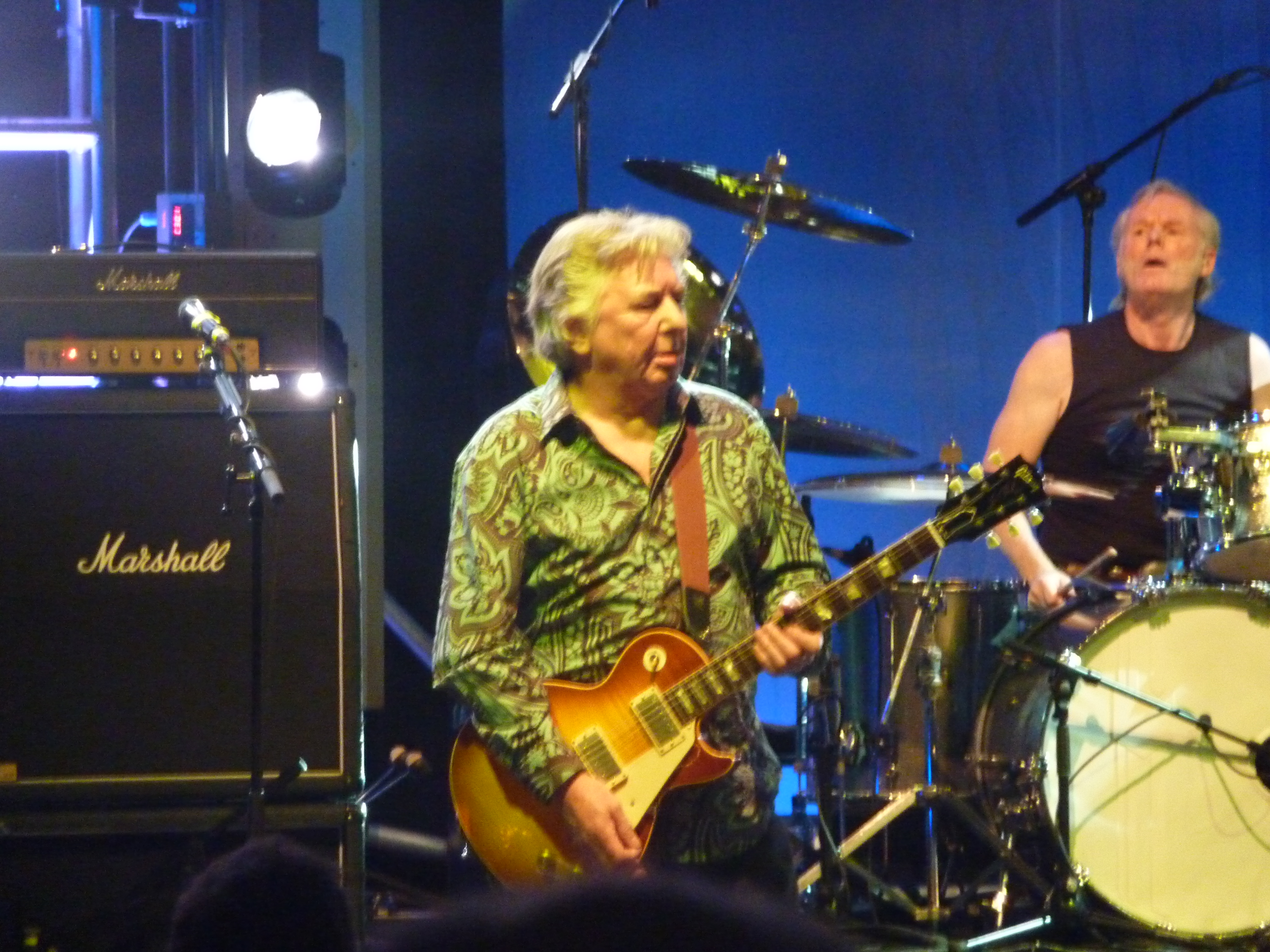
Mick Ralphs en el Hammersmith, 2009.

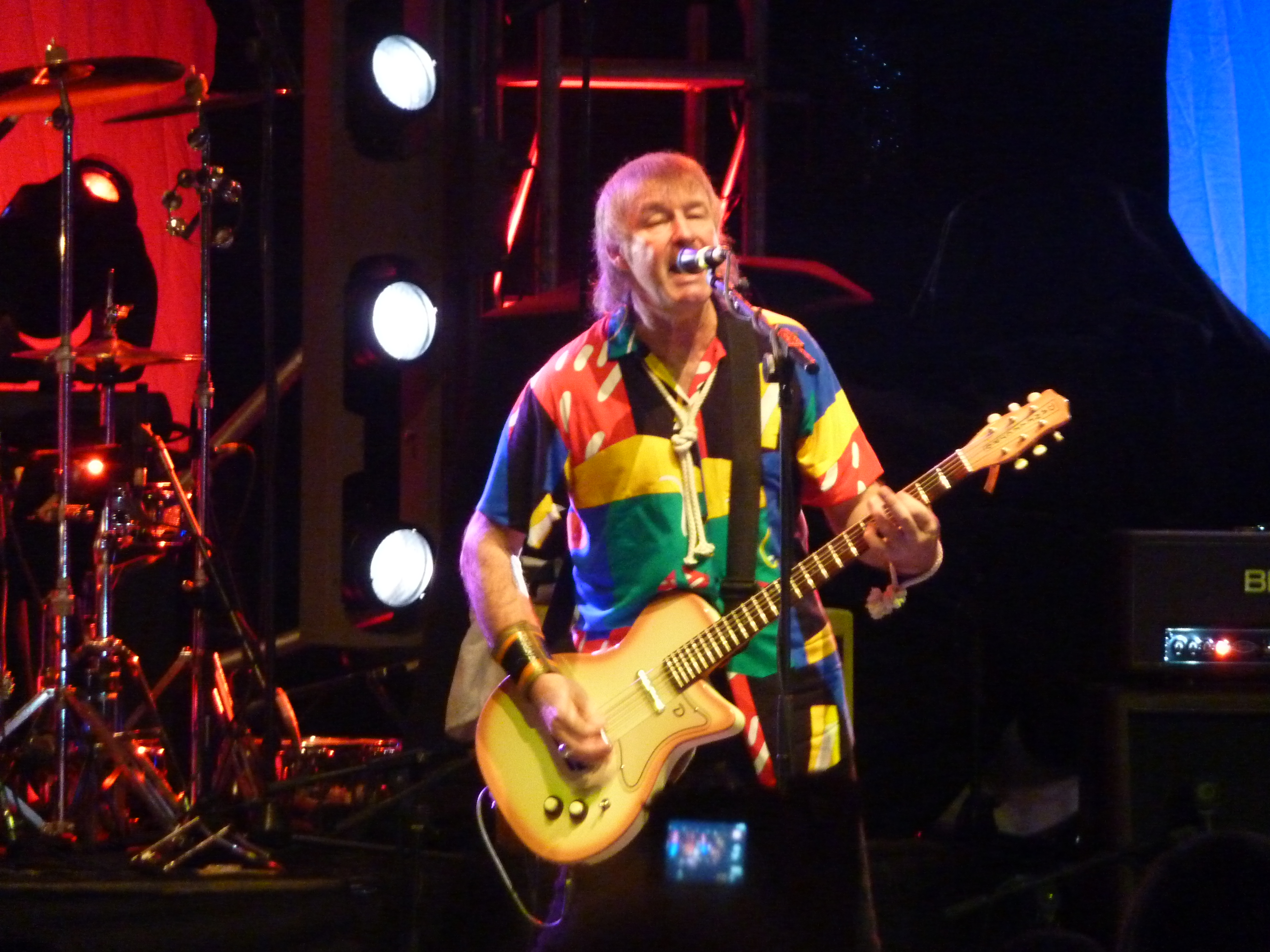
Overend Watts en el escenario, octubre de 2009, Hammersmith.

En 1968, Mick Ralphs, Verden Allen, Pete Overend Watts, y Dale Buffin Griffin formaron una banda llamada Silence. Luego se unió a ellos el vocalista Stan Tippins en 1969. Stevens cambió el nombre de la agrupación a Mott the Hoople, basado en una novela de Willard Manus. Más tarde se uniría Ian Hunter, vocalista y teclista, que desplazó a Tippins al puesto de «road manager». Su álbum debut, Mott the Hoople (1969), fue un éxito comercial, y su repertorio incluía versiones de «Laugh at Me» (Sonny Bono), y una versión instrumental de «You Really Got Me» (The Kinks).
El segundo álbum, Mad Shadows (1970), recibió algunas críticas negativas; al igual que Wildlife (1971) debido a que incluyen canciones más suaves y melódicas. Sin embargo, la banda logró consolidarse en parte con Brain Capers (1971), que sería el último de su contrato con Island Records. En este mismo año la banda disfrutó de una gran popularidad; en su actuación en el Royal Albert Hall se produjeron escenas dignas de la Beatlemanía. A pesar de todo no pudieron evitarse ciertos rumores sobre una hipotética separación.
Los temores se consolidaron en 1972. De hecho, el grupo se disolvió durante un breve tiempo tras quedarse sin discográfica, aunque tuvo que volver a la actividad para cumplir con el compromiso contractual que les obligaba a girar durante ese año.

### La era Glam
La insistencia de David Bowie, gran admirador de la banda, fue esencial para la continuidad de esta. Les consiguió un nuevo contrato con CBS y escribió la canción «All the Young Dudes» para ellos. Grabaron entonces un disco producido por Bowie, llamado All the Young Dudes, con el que lograron éxito comercial. Curiosamente, el tema que les relanzó no fue la primera opción: antes habían rechazado «Suffragette City», que el propio Bowie grabaría posteriormente con gran éxito también.
No todo serían buenas noticias. En 1973 Verden Allen abandonó el barco. Le sustituiría Morgan Fisher que continuaría hasta el final. A finales de año sería el guitarrista Mick Ralphs quien decidió no seguir. Su puesto fue ocupado por Ariel Bender. Sin embargo, la banda disfrutaba en aquellos días de su mayor éxito. Además de la buena acogida que disfrutaron sus LP, lanzaron una serie de sencillos que alcanzaron altas posiciones en listas: «Honaloochie Boogie» (UK #12), «All The Way From Memphis» (UK #10) y «Roll Away The Stone» (UK #8).
Su disco de 1973 se tituló simplemente Mott y fue un gran éxito (UK #7). Le seguiría The Hoople en 1974 (UK #11) y su correspondiente sencillo «The Golden Age of Rock 'n' Roll» (UK #16). Son grabaciones que muestran al grupo pletórico, en su más dulce momento creativo, que los alzaron al mayor grado de popularidad, sobre todo en el Reino Unido.
En 1974, para su tour por los Estados Unidos, Mott the Hoople fue teloneado por la banda Queen. Este tour luego inspiraría la canción de Queen de 1974 «Now I'm Here», que contiene el siguiente fragmento en su letra: «Down in the city, just Hoople and me» (‘En la ciudad, solo Hoople y yo’, haciendo referencia a los conciertos junto a la banda). También les telonearon durante dicha gira, dos grupos que triunfarían poco tiempo después, Kansas y Aerosmith.
A pesar de todos los logros y la popularidad, Mott pasaba por duros momentos internos. Ariel Bender abandonó tras la gira. En su lugar llegó al grupo el legendario guitarrista de los Spiders From Mars de Bowie, Mick Ronson. Aunque su aportación positiva, no duró mucho en la banda. Tanto él como el vocalista Ian Hunter abandonaron la formación a fines de 1974. Así se cerraba la etapa dorada de Mott the Hoople.

### Era post-Hunter
Tras la marcha de Hunter, el grupo continuó con su carrera, aunque acortando su nombre a «Mott». Esta alineación lanzó dos discos más: Drive On (1975) y Shouting and Pointing (1976). Luego, Nigel Benjamin abandona en 1976, Mott recluta a John Fiddler, pero la escasa popularidad que atravesaban por ese entonces los llevó a separarse. Hunter y Ronson trabajaron juntos esporádicamente hasta la muerte de Ronson en 1993. Ian Hunter continúa su carrera en solitario.
Por su parte, Overend Watts y Buffin Griffin montaron la banda British Lions, que grabaron un par de LP con escaso éxito.

### Retorno de Mott the Hoople
Se ha producido el retorno de Mott the Hoople para cinco actuaciones en el HMV Hammersmith Apollo, los días 1, 2, 3, 5 y 6 de octubre de 2009. El grupo se mostró en bastante buena forma aun teniendo en cuenta el gran lapso transcurrido desde su separación. La formación que actuó en el Hammersmith fue la clásica, aunque por desgracia el batería Buffin Griffin solo pudo actuar en los bises por culpa de su delicada salud. Le sustituyó en gran parte del concierto el batería de The Pretenders, Martin Chambers.
El 27 de octubre de 2009 el management de la banda comunicó mediante una nota que Griffin ha sido diagnosticado de un incipiente Alzheimer. Dicho comunicado se lanzó con la intención de atajar los disparatados rumores sobre la salud del baterista que se habían provocado tras su mínima intervención en los conciertos de reunión. En la misma nota se asegura que Buffin goza de buena salud y que va a estar involucrado en todas las decisiones que afecten al pasado o al futuro de Mott the Hoople.

## Discografía
- 1969: Mott the Hoople
- 1970: Mad Shadows
- 1971: Wildlife
- 1971: Brain Capers
- 1972: All the Young Dudes
- 1973: Mott
- 1974: The Hoople
- 1974: Live
- 1975: Drive On
- 1976: Shouting and Pointing

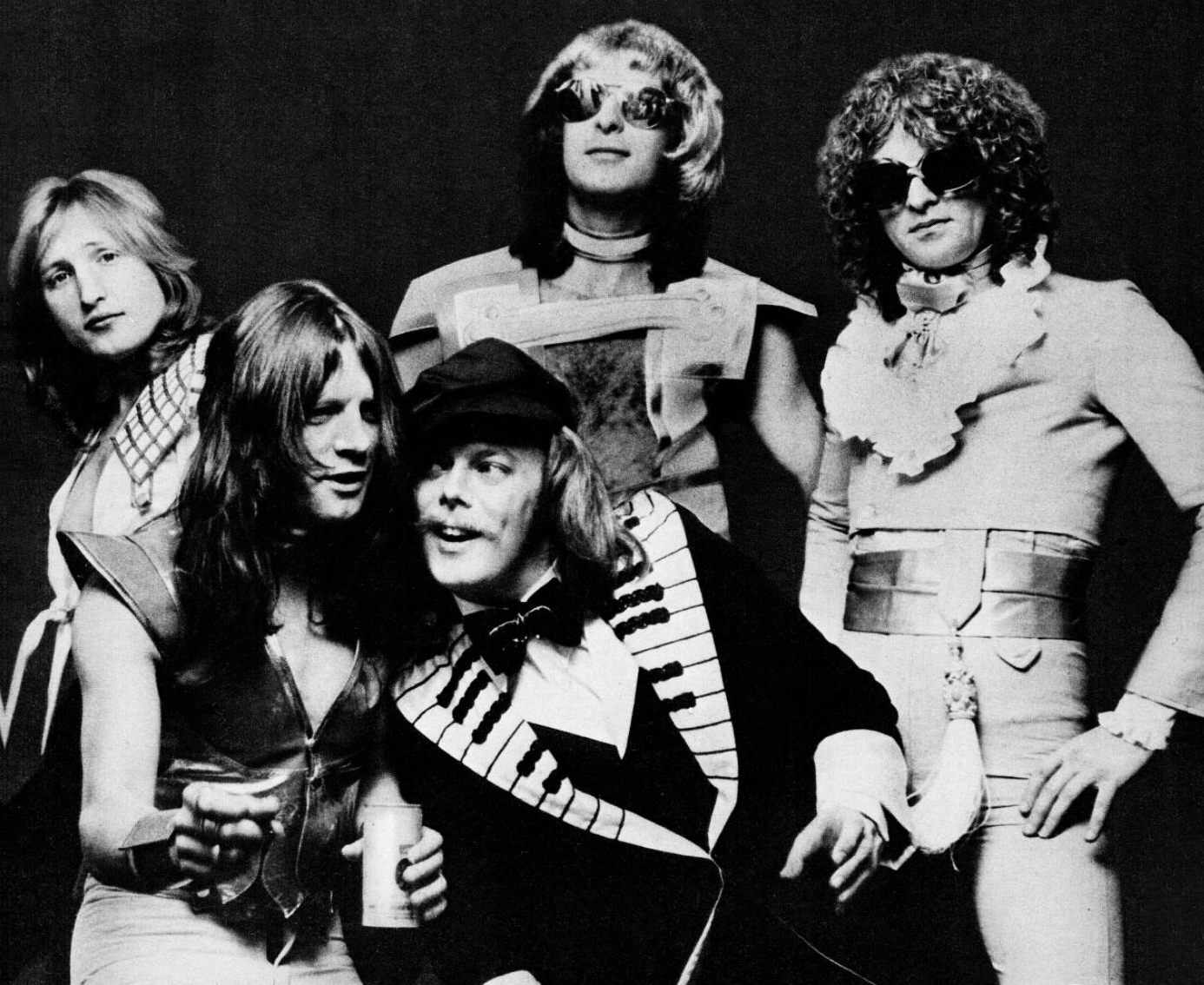
Parte de una foto de anuncio del sencillo Roll Away The Stone; fue publ. en un n.º de 1974 de Billboard.

- 1998: All The Young Dudes: The Anthology (caja recopilatoria con 3 CD)
- 2009: Live at The HMV Hammersmith Apollo 2009.